# صالح عبد الرحمن الشهيب
صالح بن عبد الرحمن سعد الشهيّب هو أكاديمي سعودي وعضو في مجلس الشورى السعودي منذ أن تم تعيينه بأمر ملكي في 3 ربيع الأول، 1438هـ الموافق لـ2 ديسمبر 2016م.

## الحياة التعليمية
تخرج صالح الشهيِّب من كلية العلوم الإدارية بجامعة الملك سعود في عام 1980 ببكالوريوس إدارة وتقدير عام جيد جداً. ودرس الدكتوراه في الإدارة العامة من جامعة نيويورك الحكومية، أمريكا عام 1994م وكانت رسالته: «تركيز اتخاذ قرارات ( تحليل الأحكام والتطوير التنظيمي)». كما حاز على ماجستير إدارة عامة من جامعة نيوهيفن بولاية كنتيكت الأمريكية – عام 1985م.

## الحياة المهنية
- نائب وزير الخدمة المدنية[2]
- عضو لجنة دراسة العجوزات الاكتوارية الصادرة بقرار مجلس الشئون الاقتصادية والتنمية رقم (9) وتاريخ 02/08/1436هـ
- أمين عام لجنة تدريب وابتعاث موظفي الخدمة المدنية بوزارة الخدمة المدنية منذ 30/4/1424هـ. المرتبة: الخامسة عشر. عضو لجنة معادلة الشهادات الجامعية بوزارة التعليم العالي
- عضو هيئة التدريس بمعهد الإدارة العامة ( أستاذ مساعد 1994م – 30/ 6 / 2003م.) ومكلف بمهام التدريب والاستشارات والبحوث بالإضافة إلى القيام بالمسئوليات التالية: مدير عام البرامج المالية والاقتصادية بالمعهد، مدير عام شئون المتدربين مدير إدارة تنسيق البرامج الخاصة، مدير البرامج الإدارية، منسق برامج الإدارة العامة، منسق الندوات بالإدارة العامة للبرامج العليا، التكليف بشكل مؤقت بأعمال مدير عام البرامج العليا بمعهد الإدارة العامة، بأعمال مدير عام البحوث بمعهد الإدارة العامة، بأعمال مدير عام البرامج الإدارية بمعهد الإدارة العامة، وبأعمال مدير البرامج المالية والاقتصاديةـ
- مدرب، محاضر، مدرس – معهد الإدارة العامة – من 1984م إلى 1994م
- مساعد مدرب – معهد الإدارة العامة – الرياض 1982م – 1984م ( المرتبة السابعة )
- معيد بقسم إدارة الإعمال – كلية العلوم الإدارية – جامعة الملك سعود الرياض 1980م-1982م

## الندوات والمؤتمرات
قدم صالح الشهيب عدداً من أوراق العمل حول التدريب والابتعاث والإيفاد في ندوات ولقاءات مختلفة. منها: ورقة عمل حول إعداد القيادات الإدارية العليا مقدمة للقاء السنوي العاشر لمسئولي الخدمة المدنية بالكويت. يعمل صالح الشهيب عضو هيئة التحرير لمجلة الإدارة العامة (مجلة علمية محكمة تصدر من معهد الإدارة العامة)، وعضو هيئة التحرير لمجلة الإدارة العامة، حيث قدم بحثاً ميدانياً حول استطلاع أراء وانطباعات المستفيدين حول خدمات المستشفيات بالمملكة بمشاركة مجلة الإدارة العامة 1990م في ندوة خدمات المستشفيات، وأخيراً، المشاركة بتحكيم البحوث التي تنشر من الإدارة العامة للبحوث بمعهد الإدارة العامة.
شارك صالح الشهيب في الخبرات الفنية والاستشارية التالية: المشرف العام على برنامج إعادة تأهيل حملة الدبلومات الصحية البالغ عددهم (11.000)، المستشار والمشرف العام على إعداد دراسات الهيكلة الإدارية والمالية لمؤسسة الملك خالد الخيرية، عضو الفريق الاستشاري لتنظيم الهيئة العليا لتطوير منطقة حائل، تولي الدراسات والمنشآت التعليمية لأمانة اللجنة الوزارية، عضو الفريق الاستشاري لدراسة الهيكل الإداري لمؤسسات الدولة، منسق وعضو الفريق المشكل لتحديد الدخول على الصلاحيات المختلفة على كافة أنظمة المعلومات الإدارية (الأنظمة الإنتاجية ) المعمول بها بمركز الحاسب الآلي بمعهد الإدارة العامة، منسق وعضو الفريق الاستشاري لتنظيم المديرية العامة للبريد، منسق وعضو الفريق الاستشاري لإعادة تنظيم الهيئة العربية السعودية للمواصفات والمقاييس، عضو الفريق الاستشاري لإعادة تنظيم مؤسسة الملك فيصل الخيرية، عضو الفريق الاستشاري لإعادة تنظيم دارة الملك عبد العزيز، إعداد الدراسة التنظيمية للجمعية الخيرية للخدمات الاجتماعية بالمدينة المنورة، إعداد الدراسة التنظيمية للجمعية الخيرية بحائل، عضو الفريق الاستشاري لإعادة تنظيم وزارة المواصلات، مستشار إداري غير متفرغ بمكتب صاحب السمو الملكي سلطان بن فهد بن عبدا لعزيز الرئيس العام لرعاية الشباب، مستشار غير متفرغ بمعهد الدراسات الدبلوماسية بوزارة الخارجية سابقاً

## عضويات المجالس واللجان
- عضو المجلس الصحي السعودي[2]
- عضو اللجنة التوجيهية لبرنامج التوظيف الوطني
- عضو اللجنة التنفيذية لمشروع الملك عبد الله بن عبد العزيز لتطوير التعليم العام (تطوير)
- عضو اللجنة العليا المشتركة بين وزارة التربية والتعليم ووزارة الخدمة المدنية سابقاً
- عضو اللجنة التحضيرية لمجلس الخدمة المدنية سابقاً
- عضو اللجنة التحضيرية للجنة العليا للتنظيم الإداري سابقاً
- عضو مجلس إدارة مستشفى الملك فيصل التخصصي ومركز الأبحاث
- عضو مجلس إدارة معهد الإدارة العامة منذ 16/9/1426هـ

## وصلات خارجية
- موقع مجلس الشورى السعودي الرسمي.
- معرض صور مجلس الشورى السعودي[وصلة مكسورة].